# Ronse
Ronse (franceză Renaix) este un oraș neerlandofon situat în provincia Flandra de Est, regiunea Flandra din Belgia. Ronse este una dintre comunele belgiene cu facilități lingvistice pentru populația francofonă. La 1 ianuarie 2008 avea o populație totală de 24.639 locuitori. 

## Geografie
Suprafața totală a comunei este de 34,48 km². Comuna Ronse este formată din următoarele localități:
| - I. Ronse - II. De Klijpe |

Localitățile limitrofe sunt:
- Comuna Maarkedal:
  - a. Schorisse
  - b. Etikhove
  - c. Nukerke
- Comuna Kluisbergen:
  - d. Zulzeke
  - e. Kwaremont
- Comuna Mont-de-l'Enclus:
  - f. Russeignies
- Comuna Frasnes-lez-Anvaing:
  - g. Wattripont
  - h. Dergneau
  - i. Saint-Sauveur
- Comuna Ellezelles:
  - j. Ellezelles

## Localități înfrățite
- Cehia: Jablonec nad Nisou;
- Germania: Kleve;
- Regatul Unit: Sandwich;
- Franța: Saint-Valery-sur-Somme;
- Tunisia: Masakin.